# Dorstenia jamaicensis
Dorstenia jamaicensis är en mullbärsväxtart som beskrevs av Nathaniel Lord Britton. Dorstenia jamaicensis ingår i släktet Dorstenia och familjen mullbärsväxter. Inga underarter finns listade i Catalogue of Life.